# Kunita Hiroshi
Kunita Hiroshi (* 31. Januar 1937 in Higashi-Yodogawa in der Präfektur Osaka; † 26. Juli 2019 in Fukuoka) war ein japanischer Mathematiker und Hochschullehrer, der sich mit der Stochastik beschäftigt hat.

## Leben
Kunita wurde 1937 in Higashi-Yodogawa, Osaka, geboren. Er besuchte die Kitano High School. Von 1955 bis 1959 studierte er an der Universität Kyōto, dabei besuchte er Kurse und Seminare bei Itō Kiyoshi. Von 1959 bis 1961 machte er sein Masterstudium in der Mathematik. Im April 1965 promovierte er an der Universität Kyūshū mit dem Thesis-Thema Applications of Martin boundaries to instantaneous return Markov processes over a denumerable space. 1964 wurde er Assistenzprofessor an der Universität Nagoya.
1965 wurde er von Joseph L. Doob nach Illinois, USA, eingeladen. Dort besuchte er Shinzō Watanabe, der an der Stanford-Universität verweilte. 1967 kehrte er auch nach Japan zurück. 1977 wurde er Professor an der Universität Kyūshū und blieb dort bis 2000. Danach wechselte er an die Nanzan-Universität, einer privaten Universität in Nagoya.

## Werk
Kunita beschäftigte sich mit vielen Gebieten der Stochastik, darunter stochastische Differentialgleichungen und stochastische Flüsse, stochastische Geometrie, Malliavin-Kalkül, stochastische Filtertheorie.
1967 bewies er mit Watanabe die Kunita-Watanabe-Ungleichung. 1969 führte er den Operator {\displaystyle \Gamma (u,v)} ein, der heute unter dem Namen Carré-Du-Champ-Operator bekannt ist.
1984 veröffentlichte er die stochastische Methode der Charakteristiken.
2006 veröffentlichte er zusammen mit Yasushi Ishikawa ein Resultat über die Existenz und Glattheit der Dichte der Verteilung der Lösung einer kanonischen stochastischen Differentialgleichung unter einem Lévy-Prozess.

### Über Hiroshi Kunita
- Yasushi Ishikawa: The Life and Scientific Work of Hiroshi Kunita. In: Journal of Stochastic Analysis. Band 2, Nr. 3, September 2021 (lsu.edu).